# Jackson's Arm
Jackson's Arm is een gemeente (town) in de Canadese provincie Newfoundland en Labrador.

## Geografie
De gemeente ligt aan de noordkust van het eiland Newfoundland. De plaats is gelegen aan de oevers van de White Bay, in het zuidoosten van het Great Northern Peninsula.

## Demografie
Demografisch gezien is Jackson's Arm, net zoals de meeste kleine dorpen op Newfoundland, aan het krimpen. Tussen 1991 en 2021 daalde de bevolkingsomvang van 553 naar 277. Dat komt neer op een daling van 276 inwoners (-49,9%) in dertig jaar tijd.
| Jaar | Aantal inwoners | Verschil |
| ---- | --------------- | -------- |
| 1991 | 553             | –        |
| 1996 | 470             | -15,0%   |
| 2001 | 420             | -10,6%   |
| 2006 | 374             | -11,0%   |
| 2011 | 323             | -13,6%   |
| 2016 | 284             | -12,1%   |
| 2021 | 277             | -2,5%    |

## Gezondheidszorg
Gezondheidszorg wordt in de gemeente aangeboden door de Jackson's Arm Clinic. Deze lokale zorginstelling valt onder de bevoegdheid van de gezondheidsautoriteit Western Health en biedt de inwoners van Jackson's Arm en omgeving alledaagse eerstelijnszorg en gemeenschapsgezondheidsverpleegkunde (community health nursing) aan.